# Фриштак
Фриштак (чеш. Fryšták) град је у Чешкој Републици. Град се налази у управној јединици Злински крај, у оквиру којег припада округу Злин.

## Становништво
Према подацима о броју становника из 2014. године град је имао 3.715 становника.

## Партнерски градови
- Мурањ (Ревуца)
- Кањанка